# Ėmma Efimova
Ėmma Korneevna Efimova (in russo Эмма Корнеевна Ефимова?; Mosca, 28 settembre 1931 – Mosca, 12 luglio 2004) è stata una schermitrice sovietica, vincitrice di due medaglie d'oro ed una d'argento ai campionati mondiali di scherma.